# Episodi di Street Football - La compagnia dei Celestini (seconda stagione)
La seconda stagione della serie animata Street Football - La compagnia dei Celestini è stata trasmessa in Italia nel 2008.
| Nº | Titolo italiano             | Prima TV Italia |
| -- | --------------------------- | --------------- |
| 1  | Due reclute per i Celestini | 2008            |
| 2  | Gli Skyrunner               | 2008            |
| 3  | Gli irriducibili            | 2008            |
| 4  | Una forma perfetta          | 2008            |
| 5  | Un match per machos         | 2008            |
| 6  | Operazione Dakar            | 2008            |
| 7  | I Sai Sai                   | 2008            |
| 8  | Troppi padri per Lucifero   | 2008            |
| 9  | Fuori dalla partita         | 2008            |
| 10 | I Gatti randagi             | 2008            |
| 11 | Tradimento                  | 2008            |
| 12 | Da soli                     | 2008            |
| 13 | Gli orsi bianchi            | 2008            |
| 14 | Antichi rancori             | 2008            |
| 15 | I palloni di Saigon         | 2008            |
| 16 | I diavoli rossi             | 2008            |
| 17 | Brasile!                    | 2008            |
| 18 | Nel cuore della favela      | 2008            |
| 19 | 22 minuti spaccati          | 2008            |
| 20 | La Yam Force                | 2008            |
| 21 | Un fratello fuori programma | 2008            |
| 22 | Tifosi o teppisti?          | 2008            |
| 23 | Partita in trappola         | 2008            |
| 24 | Angeli o diavoli?           | 2008            |
| 25 | Gioco pericoloso            | 2008            |
| 26 | Finale all'ultimo respiro   | 2008            |